# 由良貞房
由良 貞房（ゆら さだふさ）は、江戸時代前期の高家旗本。由良家4代当主。官位は従五位下・侍従、信濃守。

## 略歴
寛永3年（1626年）、由良忠繁の長男として誕生。寛永11年（1634年）、3代将軍・徳川家光に御目見する。
寛永16年（1639年）7月23日、父・貞房の死去により、家督を相続する。寛永20年（1640年）6月16日、書院番に加えられる。寛文元年（1661年）9月3日、内裏造営のために京都に赴く。寛文5年（1665年）9月8日、高家職に就き、11月16日、従五位下、侍従・信濃守に叙任される。以後、由良家は高家旗本に列することになった。
延宝2年（1674年）、死去、享年49。

## 系譜
子女は5男1女。
- 父：由良忠繁（1609-1639）
- 母：近藤用可娘
- 正室：朽木友綱娘
- 生母不明の子女
  - 長男：由良頼繁
  - 男子：由良繁栄
  - 男子：由良貞寛
  - 四男：横瀬貞顕（1658-1729）
  - 女子